# Зоран Живковић (рукометаш)
Зоран Тута Живковић (Ниш, 5. април 1945) је познати српски и југословенски рукометаш, а касније и тренер и стратег.
Током своје играчке каријере наступао је за репрезентацију Југославије на позицији голмана. У националном тиму одиграо је 82 утакмице, а највећи играчки успех му је свакако је злато на Олимпијским играма у Минхену 1972.
Током своје тренерске каријере освајао је злато са репрезентацијом Југославије на Олимпијским играма 1984. и Светском првенству 1986. Такође је освојио и сребро на Светском првенству 1982. и бронзу на Европском 1996. На клупи шабачке Металопластике стигао је титуле Купа европских шампиона у сезони 1984/85.
Сматра се и централном личношћу за развој рукомета у Египту. На клупи египатске селекције стигао је до полуфинала Светског првенства 2001. Од 2009. године води мушку репрезентацију Туниса.